# Ian Goodison

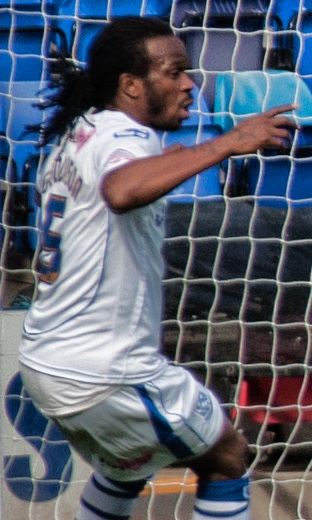
Ian Goodison 2011

Ian „Pepe“ Goodison (* 21. November 1972 in Montego Bay, Jamaika) ist ein jamaikanischer Fußballspieler.
Der zentrale Verteidiger steht zurzeit beim englischen Drittligisten Tranmere Rovers unter Vertrag; mit 102 A-Länderspieleinsätzen hält er den Rekord bei den noch aktiven Spielern und hat damit in der ewigen Tabelle die zweitmeisten A-Länderspieleinsätze der Auswahl Jamaikas.
Goodison begann seine Profilaufbahn bei Seba United in seiner Heimatstadt, zur Saison 1997/98 wechselte er zum jamaikanischen Hauptstadtclub Olympic Garden. Trotz seiner Erfolge bei den Internationalen Turnieren 1998 wurde erst Ende 1999 ein europäischer Club auf ihn aufmerksam, der Drittligist Hull City; 2002 wurde sein dortiger Vertrag nach 67 Spielen mit drei Toren nicht mehr verlängert und er ging zurück nach Jamaika, wo er für Tivoli Gardens FC spielte.
Im Februar 2004 holte ihn der ehemalige Trainer von Hull und der damalige Trainer von Tranmere Rovers Brian Little zurück nach England; er wurde als rechter Verteidiger eingesetzt, womit er nicht zurechtkam; erst als von einem neuen Trainer zurück ins zentrale Mittelfeld geschoben wurde, wurde er ein Leistungsträger der Rovers; seit der Saison 2006/07 ist er Spielführer der Mannschaft.
Goodison kam am 3. März 1996 gegen Guatemala zu seinem ersten Länderspieleinsatz, er wurde während der laufenden Qualifikation zur Weltmeisterschaft 1998 schnell zum Stammspieler der Mannschaft. Am Ende der erfolgreichen Qualifikation war Goodison Spielführer Jamaikas; die Auswahl seiner Heimat führte er vor der WM 1998 noch ins Viertelfinale des CONCACAF Gold Cup 1998.
2002 schien seine internationale Karriere wegen Verletzungen nach 88 Einsätzen zu enden, er wurde jedoch überraschend am Ende 2003 wieder in die Mannschaft berufen. Nach seinem 100. Einsatz im November 2004 wurde er drei Jahre nicht mehr berücksichtigt, Ende 2007 und Anfang 2008 kam er jedoch erneut für die Auswahl zum Einsatz.